# Östlicher Flachlandgorilla
Der Östliche Flachlandgorilla (Gorilla beringei graueri), auch Grauergorilla genannt (nach dem österreichischen Afrikaforscher Rudolf Grauer) ist eine Unterart des Östlichen Gorillas aus der Primatenfamilie der Menschenaffen (Hominidae). Die zweite Unterart sind die Berggorillas, mit denen Östliche Flachlandgorillas also näher verwandt sind als mit den Westlichen Flachlandgorillas.

## Merkmale
Östliche Flachlandgorillas gelten als größte Unterart der Gorillas und somit als größte lebende Primaten. Männliche Tiere können stehend bis zu 1,75 Meter hoch werden (wobei sie meist die Knie etwas gebeugt halten, ansonsten wären sie rund 2 Meter hoch), Weibchen sind wesentlich kleiner. Über das Gewicht männlicher Tiere gibt es unterschiedliche Angaben: manche Quellen sprechen von bis zu 200 Kilogramm, andere von bis zu 275 Kilogramm, die Weibchen sind deutlich leichter und erreichen nur ungefähr die Hälfte des Gewichts der Männchen. Das Fell ist (wie beim Berggorilla) schwarz, ältere Männchen sind wie bei allen Gorillas durch eine Silberfärbung des Fells gekennzeichnet („Silberrücken“), im Gegensatz zu den Westlichen Flachlandgorillas bleibt die Silberfärbung bei ihnen auf den Rücken beschränkt. Von den Berggorillas unterscheiden sie sich darin, dass ihre Haare etwas kürzer sind (insbesondere an den Armen), durch den breiteren, schwereren Körperbau, die längeren Arme und das schmalere Gesicht.

## Verbreitung und Lebensweise
Östliche Flachlandgorillas bewohnen ausschließlich den Osten der Demokratischen Republik Kongo. Lebensraum dieser Tiere sind wie bei allen Gorillas Wälder, diese Unterart bewohnt Täler und Hügellandschaften im Regenwaldgebiet, aber auch Sekundärwälder. Sie kommen in Höhen von 500 bis 2800 Metern vor.
Östliche Flachlandgorillas leben wie alle Gorillas in Gruppen zusammen, die meist aus einem Männchen, mehreren Weibchen und dem gemeinsamen Nachwuchs bestehen. Das Sozialverhalten ist flexibel, es kann auch zu kurzfristigen Aufteilungen und Wiederzusammenkommen der Gruppenmitglieder („Fission-Fusion-Organisation“) kommen. Das Territorialverhalten ist wenig entwickelt, die relativ kleinen Streifgebiete der einzelnen Gruppen überlappen erheblich. Trotzdem gehen die Gruppen einander meist aus dem Weg.
Wie alle Gorillas sind sie tagaktiv, zur Nachtruhe errichten sie Blätternester in den Bäumen oder am Boden, die in der Regel nur einmal verwendet werden.

## Ernährung

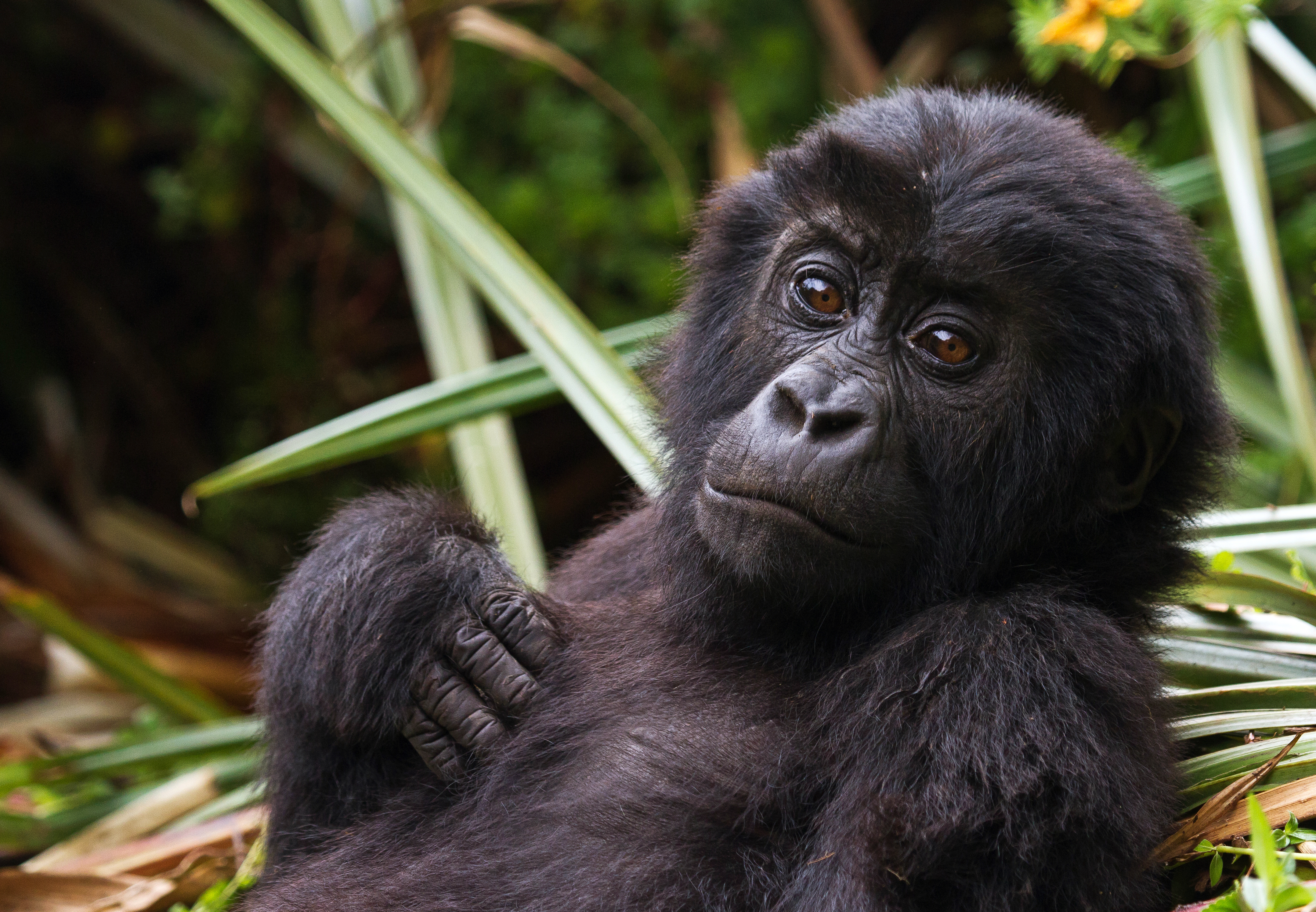
Jungtier im Nationalpark Kahuzi-Biéga

Im Gegensatz zu den nahe verwandten Berggorillas spielen Früchte einen größeren Beitrag bei ihrer Ernährung, daneben nehmen sie auch Blätter und anderes pflanzliches Material zu sich. Die Nahrungssuche kann am Boden oder in den Bäumen erfolgen; im Gegensatz zu Berggorillas sind auch Männchen oft in den Bäumen zu finden. In welchem Ausmaß sie auch Insekten und andere Kleintiere zu sich nehmen, ist umstritten.

## Östliche Flachlandgorillas und Menschen
Durch die menschliche Besiedlung wurde das Verbreitungsgebiet der Östlichen Flachlandgorillas stark verkleinert. Die meisten Tiere leben heute im Kahuzi-Biéga-Nationalpark, weitere Bestände gibt es im Maiko-Nationalpark und im Itombwe-Wald. Da die Überwachung der Naturschutzgebiete in der Demokratischen Republik Kongo aufgrund der bürgerkriegsähnlichen Zustände sehr lückenhaft ist, sind diese Tiere durch Bejagung („bushmeat“) und durch die Förderung des Erzes Coltan und die damit einhergehende Lebensraumzerstörung bedroht. Die IUCN spricht von einem beängstigenden Rückgang der Populationen im letzten Jahrzehnt. Mitte der 1990er-Jahre wurde die Gesamtpopulation noch auf rund 17.000 Tiere geschätzt, nach Untersuchungen existieren heute weniger als 5.000 dieser Tiere. Die Unterart wird von der IUCN als „stark gefährdet“ (endangered) gelistet.
Östliche Flachlandgorillas sind seit jeher äußerst selten in Zoos anzutreffen. Europaweit lebt derzeit lediglich im belgischen Zoo Antwerpen ein einzelnes Weibchen (zusammen mit einer Gruppe Westlicher Flachlandgorillas).

## Systematik
Früher wurden alle Gorillapopulationen in einer einzigen Art zusammengefasst, heute werden mit dem Westlichen und dem Östlichen Gorilla zwei Arten unterschieden. Der Östliche Flachlandgorilla stellt eine Unterart des Östlichen Gorillas dar und ist somit mit dem Berggorilla, der zweiten Unterart, näher verwandt als mit dem Westlichen Flachlandgorilla. Der systematische Status der Gorillas des Bwindi-Gebietes ist unklar, möglicherweise stellen diese Tiere eine dritte Unterart („Bwindigorilla“) der Östlichen Gorillas dar.